# Odontoptila
For the proposed but invalid bird genus, see Pelagornithidae và "Odontoptila inexpectata".
Odontoptila là một chi bướm đêm thuộc họ Geometridae.